# Sarah Walsh (atleta)
Sarah Walsh (nascida em 14 de julho de 1998) é uma atleta paralímpica australiana. Defendeu as cores da Austrália competindo no atletismo dos Jogos Paralímpicos do Rio de Janeiro, em 2016, onde terminou em sexto no salto em distância feminino, com a marca de 4,82 metros.
Disputou o Campeonato Mundial de Atletismo Paralímpico de 2015, realizado em Doha, na Índia, e ficou em sexto na prova feminina do salto em distância T44 e competiu nas eliminatórias dos 100 metros feminino, categoria T44.